# Wipsowo (gromada)
Wipsowo – dawna gromada, czyli najmniejsza jednostka podziału terytorialnego Polskiej Rzeczypospolitej Ludowej w latach 1954–1972.
Gromady, z gromadzkimi radami narodowymi (GRN) jako organami władzy najniższego stopnia na wsi, funkcjonowały od reformy reorganizującej administrację wiejską przeprowadzonej jesienią 1954 do momentu ich zniesienia z dniem 1 stycznia 1973, tym samym wypierając organizację gminną w latach 1954–1972.
Gromadę Wipsowo z siedzibą GRN w Wipsowie utworzono – jako jedną z 8759 gromad na obszarze Polski – w powiecie olsztyńskim w woj. olsztyńskim na mocy uchwały nr 21 WRN w Olsztynie z dnia 4 października 1954. W skład jednostki weszły obszary dotychczasowych gromad Kiersztanowo i Wipsowo ze zniesionej gminy Ramsowo oraz obszar dotychczasowej gromady Próle ze zniesionej gminy Lamkowo w tymże powiecie. Dla gromady ustalono 11 członków gromadzkiej rady narodowej.
Gromadę zniesiono 31 grudnia 1961, a jej obszar włączono do gromad Lamkowo (wsie Kołaki i Próle) i Ramsowo (wsie Kiersztanowo i Wipsowo oraz osady Dębno i Rycybałt) w tymże powiecie.